# Schloss Betliar
Das Schloss Betliar (deutsch auch Schloss Betler, slowakisch Betliarsky kaštieľ) ist ein Schloss in der Gemeinde Betliar, unterhalb des Gebirges Volovské vrchy am rechten Ufer des Baches Betliarsky potok, der in die Slaná mündet, wenig nördlich von der Stadt Rožňava (deutsch Rosenau) gelegen.

## Geschichte

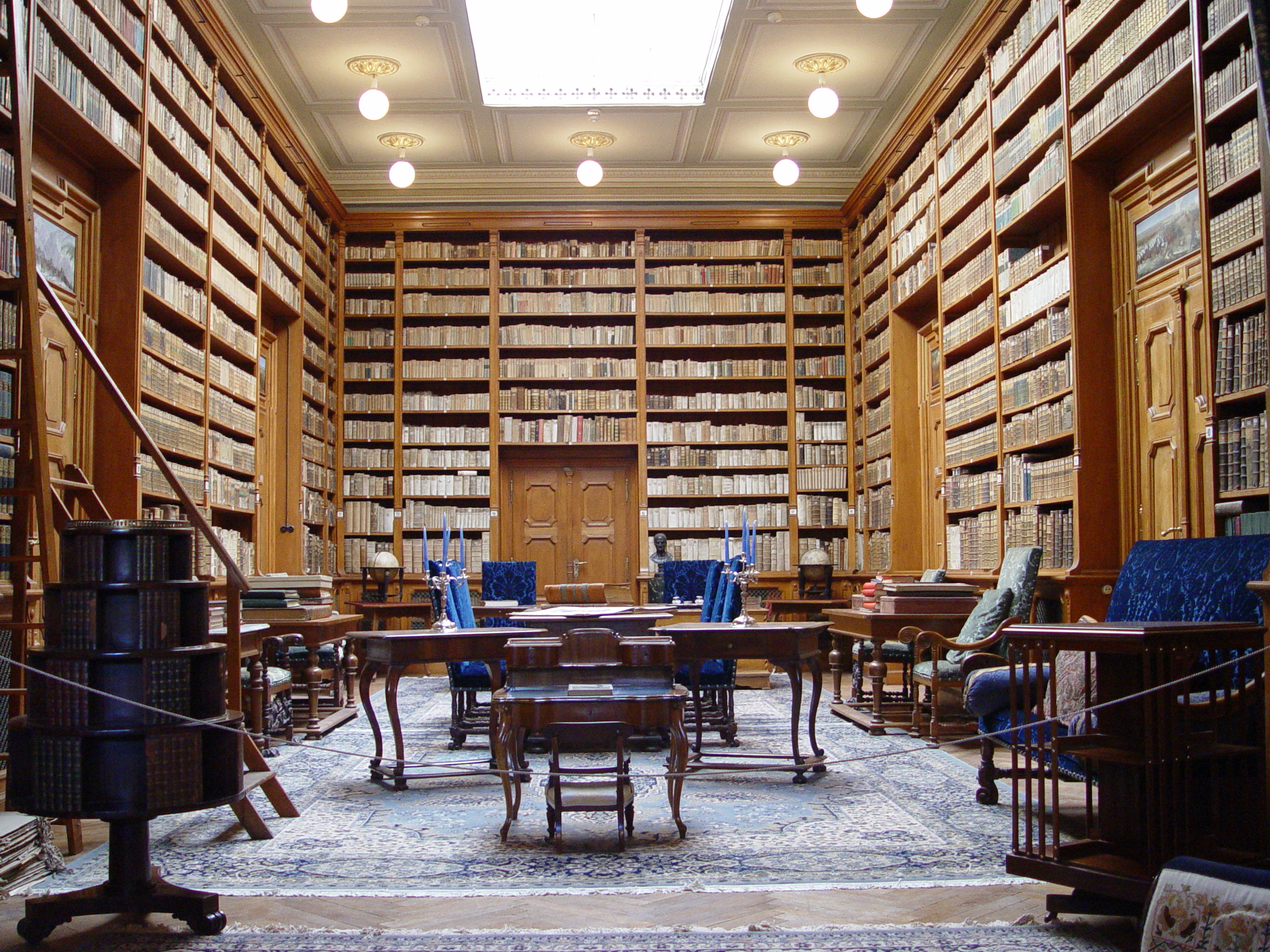
Die Bibliothek

Die heutige Schlossanlage schließt an eine spätmittelalterliche Wasserburg an, die in den 1440er Jahren auf Anordnung des Geschlechts Bebek errichtet worden war. Es handelte sich um eine kleine Festung, die als Vorburg zur Burg Krásna Hôrka diente. Zum Ende des 15. Jahrhunderts wurden auf der NO-, SO- und SW-Seite drei Türme gebaut. Während der Türkenkriege wurde die Anlage weiter befestigt und es kam zu einem Umbau im Renaissance-Stil. Nachdem die Bebeks die Gespanschaft Gemer wegen Untreue zum Kaiser im Jahr 1556 verlassen mussten, kam die Anlage zum Herrschaftsgut der Burg Krásna Hôrka. 1578 wurde Peter I. Andrássy Kastellan der Burg: somit begann die fast 370-jährige Anwesenheit der Andrássy in der Landschaft Gemer.
Doch erst zum Anfang des 18. Jahrhunderts wandelte sich die Funktion zu einem repräsentativen Bau, als es zu Lebzeiten des Grafen Stephan Andrássy zu einem Umbau in den Jahren von 1702 bis 1712 kam. Dabei entstand ein eingeschossiges, viertürmiges, noch befestigtes Schloss. In den Jahren von 1783 bis 1795 erweiterte man das Schloss im klassizistischen Stil, unter anderem entstand ein Teil des zweiten Geschosses und die Rotunde. Parallel dazu entstand schrittweise der englische Park, ein Werk des Lübecker Gartenarchitekten Christian Heinrich Nebbien. Als die Familie Andrássy im öffentlichen Leben des Königreichs Ungarn stieg und insbesondere nach dem Ausgleich von 1867 hohe politische Ämter innehatte, wurde das Schloss in den Jahren von 1880 bis 1886 so umgebaut, dass das Ergebnis ein repräsentatives französisches Jagdschloss im historisierenden Stil war. Der Umbau konzentrierte sich auf Gesellschaftsräume und Gastzimmer, des Weiteren entstand die heutige Eingangshalle mit einer hölzernen Kassettendecke.
Als die letzten Mitglieder der Familie Andrássy ihre Güter im Jahre 1944 verließen, wurde das Schloss per Beneš-Dekrete (genauer Dekret Nr. 108/1945) vom tschechoslowakischen Staat beschlagnahmt. Seit 1953 ist im Schloss ein Museum untergebracht, das sich insbesondere auf Wohnkultur des Adels im 18. und 19. Jahrhundert konzentriert. Seit 1985 ist Schloss Betliar nationales Kulturdenkmal der Slowakei.
Heute gehört das Museum zum Netzwerk des Slowakischen Nationalmuseums.

## Innenausstattung

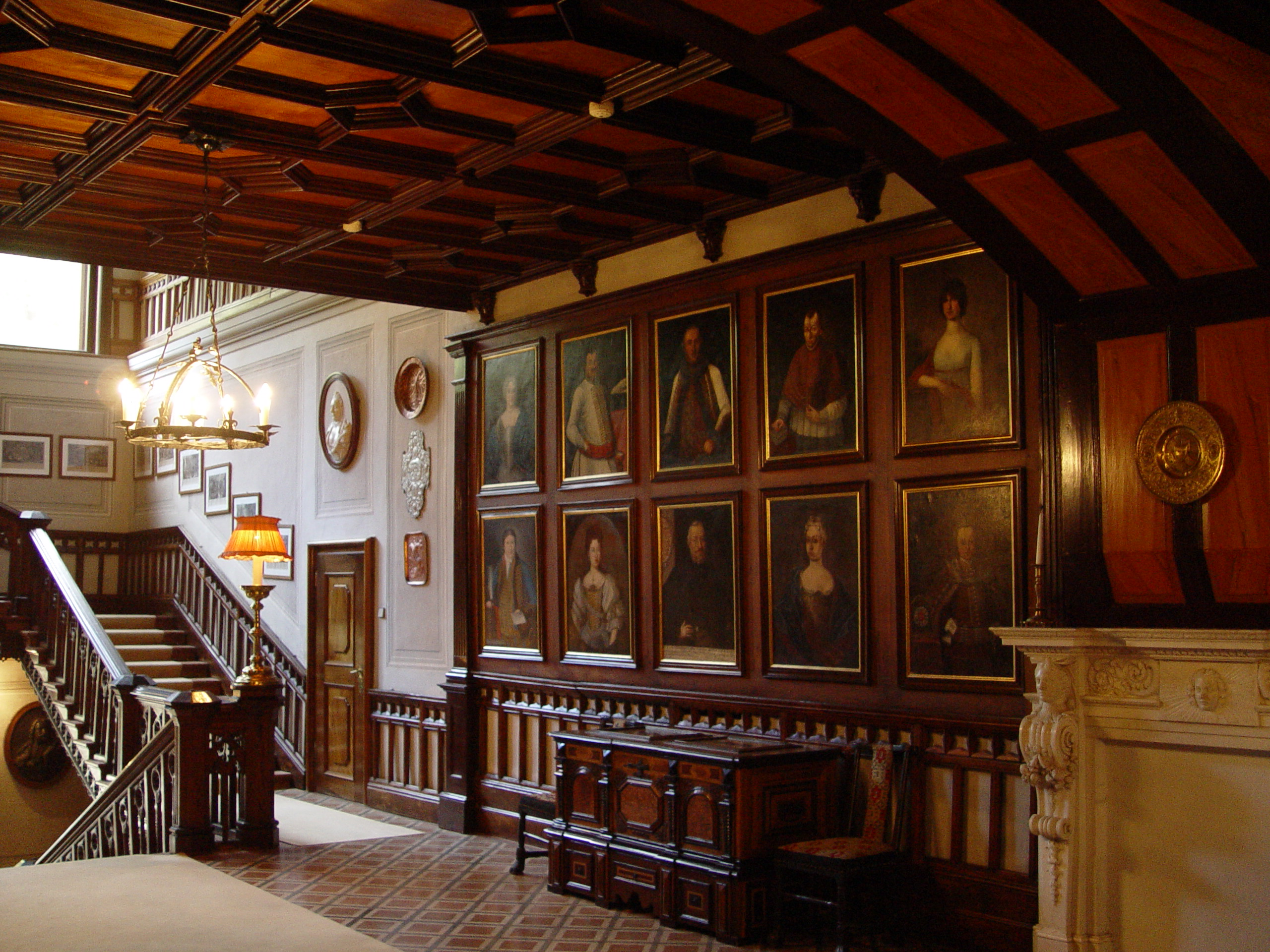
Eine Gemäldegalerie im Inneren

Im Inneren kann man wertvolles Mobiliar in verschiedenen Stilen von der Renaissance bis zum Jugendstil, historische Gewehre, Jagdtrophäen, von ungarischen und europäischen Malern stammende Gemäldesammlung, sowie Keramik-, Glaswaren- und Uhrensammlungen sehen. Die Bibliothek umfasst etwa 20.000 Bände, dort sind auch historische Manuskripte und Druckwerke untergebracht, die ältesten Exemplare stammen aus dem 15. Jahrhundert. An die Reisen des Grafen Manó Andrássy erinnern Sammelstücke aus Afrika und Asien.

## Park

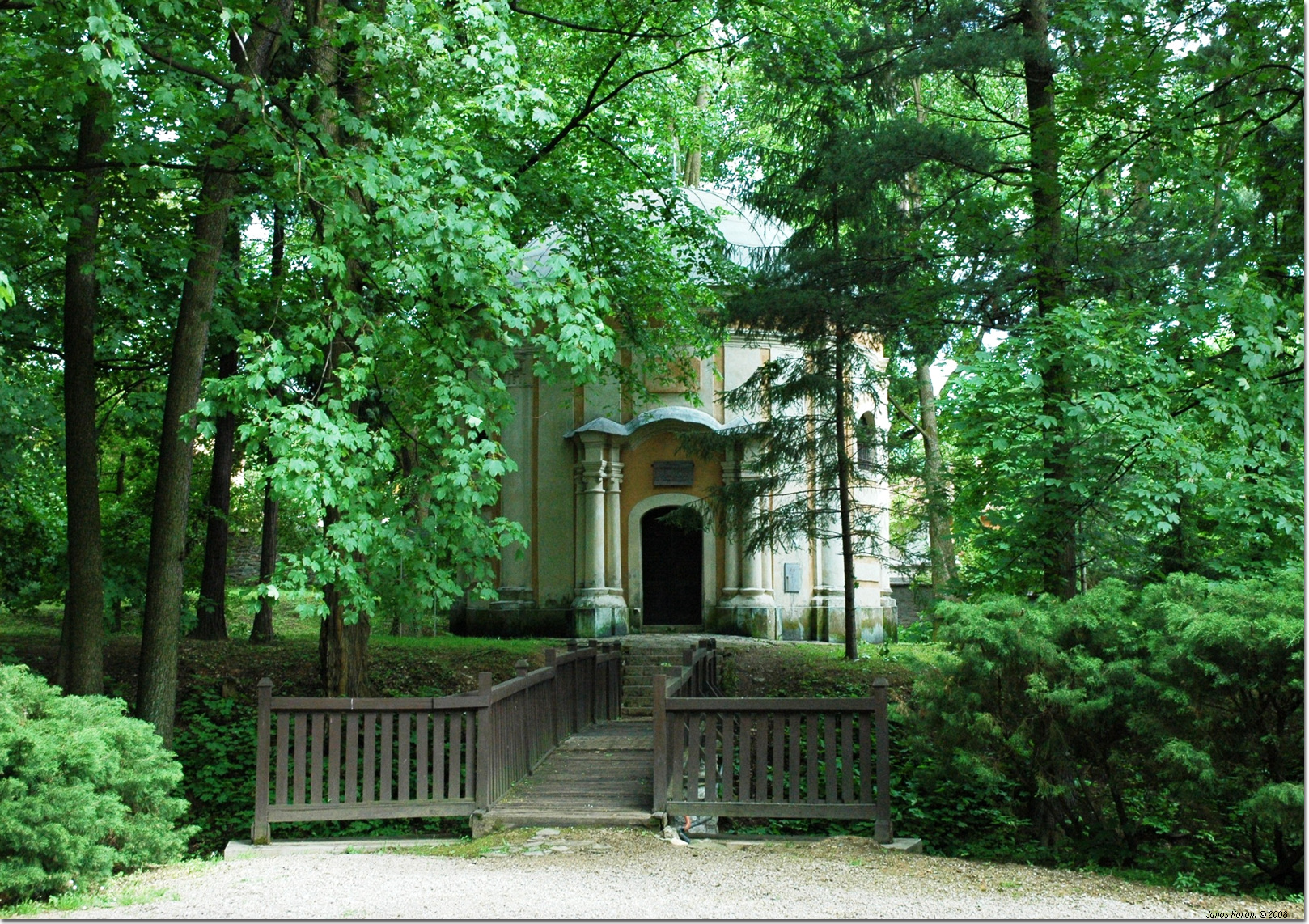
Park mit der Rotunde

Der Schlosspark ist 81 Hektar groß und gehört zu den am besten erhaltenen historischen Parks der Slowakei. Dort kann man Steinplastiken, Fontänen, Fischteiche, ein System von künstlich angelegten Fließgewässern sowie Pflanzen aus der ganzen Welt sehen. In der Rotunde war ursprünglich die Bibliothek untergebracht.